# Iwan Fjodorowitsch Buttatz
Iwan Fjodorowitsch (Franzewitsch) Buttatz, auch Franz Buttatz, (russisch Иван Фёдорович (Францевич) Буттац; * 2. Junijul. / 14. Juni 1809greg. in Moskau; † 1876 in St. Petersburg) war ein russischer Architekt, Brücken-Bauingenieur und Hochschullehrer.

## Leben

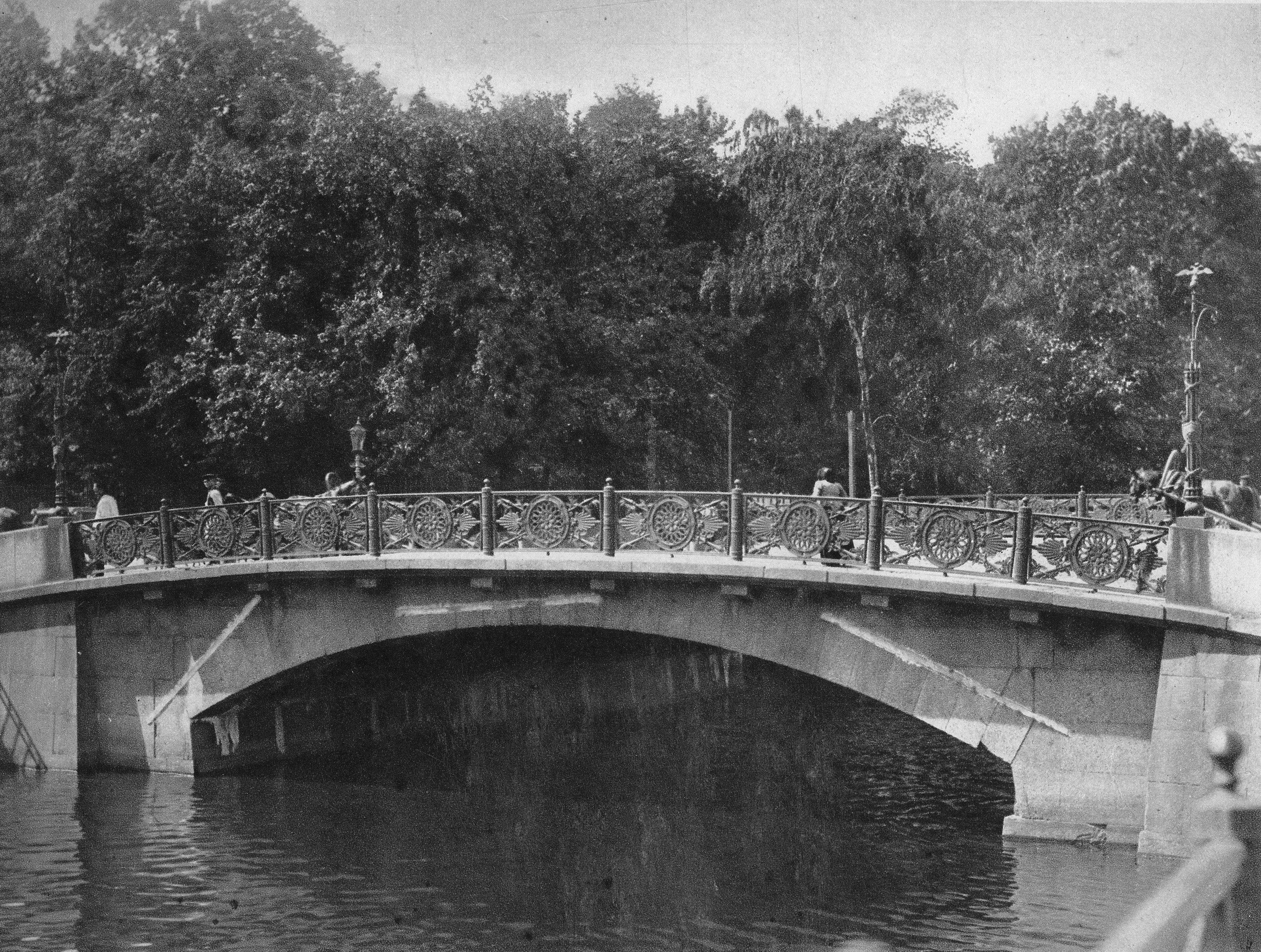
1. Gartenbrücke

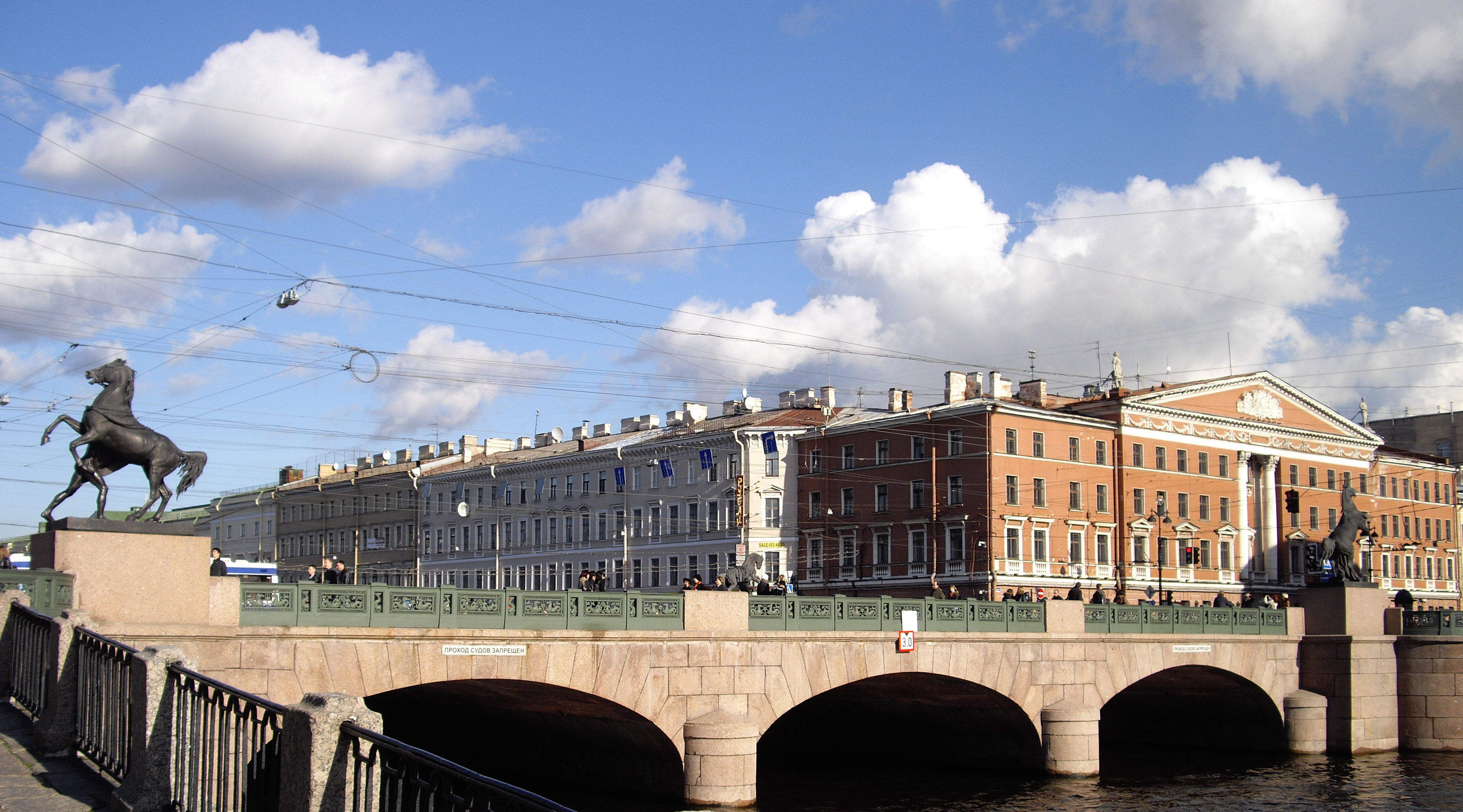
Anitschkow-Brücke

Buttatz absolvierte eine Bauschule und studierte in St. Petersburg am Institut des Verkehrsingenieur-Korps.
Mit Luigi Rusca und Pawel Melnikow war er 1834–1835 am Projekt der Kuppel der St. Petersburger Dreifaltigkeitskathedrale unter der Leitung Pierre-Dominique Bazaines beteiligt. Unter der Leitung Bazaines und Andrei Gotmans baute er 1835–1836 die 1. Gartenbrücke.
Mit dem Ingenieur Alexander Reder baute Buttatz die Anitschkow-Brücke, die 1841 eröffnet wurde.
Neben der Bautätigkeit lehrte Buttatz am Institut des Verkehrsingenieur-Korps, in dem er schließlich Oberst war. 1842 wurde er in die USA geschickt, wo er vier Dampf-Bagger kaufte. Die Bagger wurden dann beim Bau der Nikolai-Eisenbahnstrecke St. Petersburg-Moskau insbesondere auf den Waldaihöhen eingesetzt.
Als Erster in Russland stellte Buttatz 1872
Asphalt her.